# Pomnik Wspólnego Męczeństwa Żydów i Polaków w Warszawie

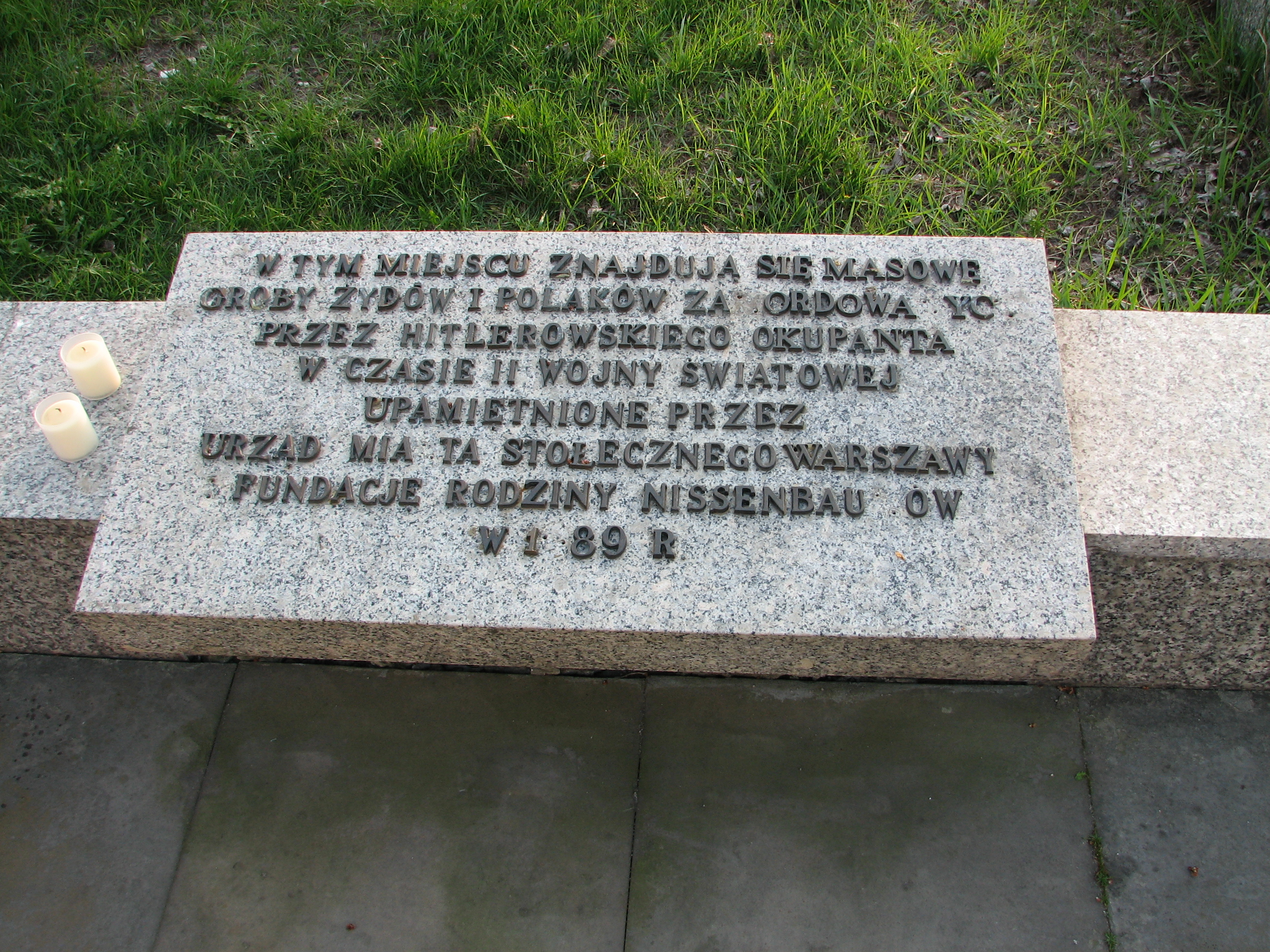
Tablica pamiątkowa

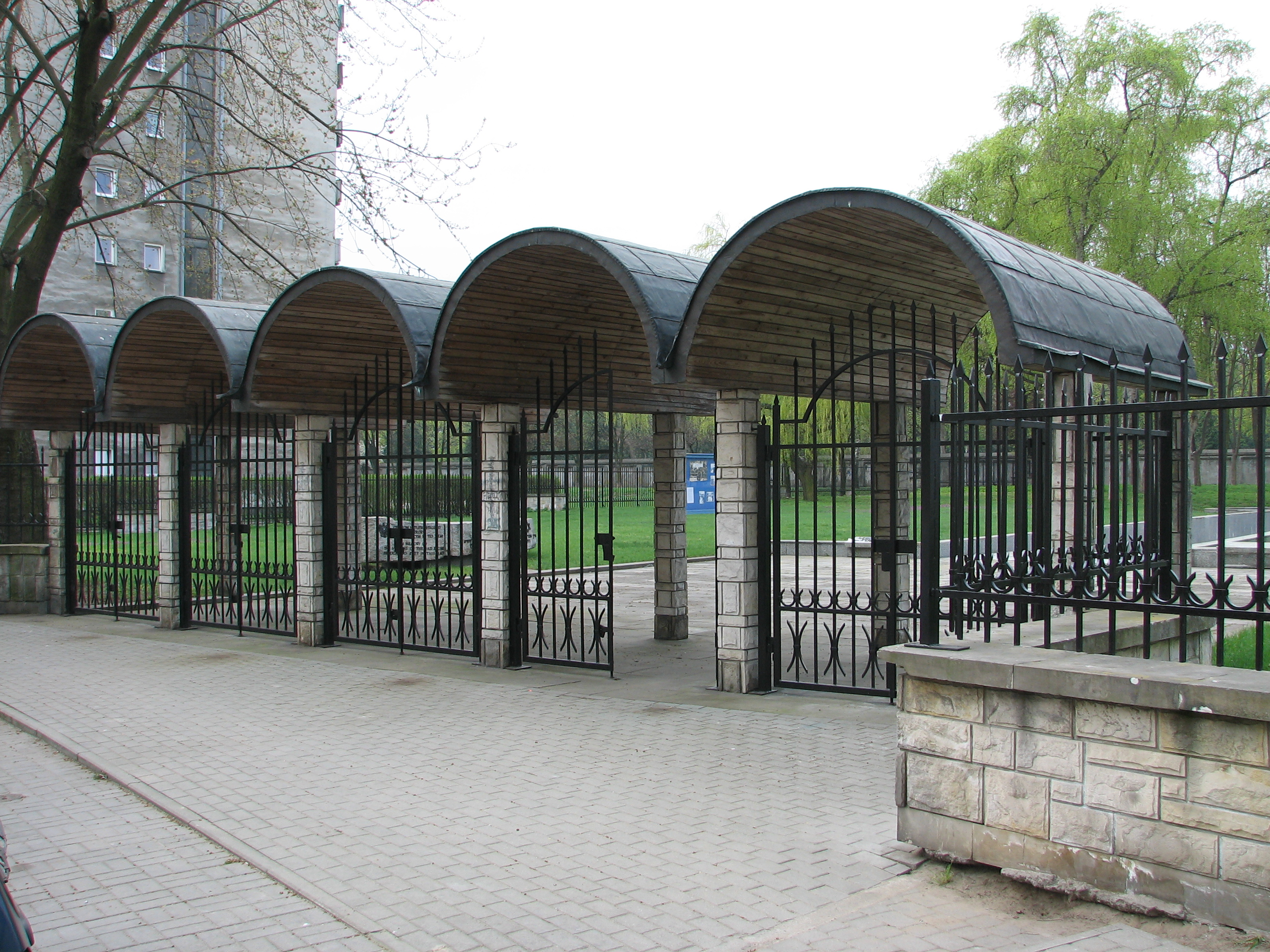
Brama na teren pomnika

Pomnik Wspólnego Męczeństwa Żydów i Polaków w Warszawie – monument wzniesiony na zbiorowej mogile 7 tysięcy Żydów i Polaków zamordowanych w czasie II wojny światowej, znajdujący się przy ulicy Gibalskiego 21 w Warszawie.
Monument upamiętnia męczeństwo i śmierć Żydów i Polaków zamordowanych w czasie okupacji hitlerowskiej, podczas masowych egzekucji wykonywanych w tym miejscu w latach 1940-1943.
Jest to jedyny tego rodzaju pomnik na świecie – stanowiący zarazem cmentarz-mauzoleum – który wzniesiono na zbiorowej, wspólnej mogile Żydów i Polaków.

## Lokalizacja
Pomnik Wspólnego Męczeństwa Żydów i Polaków w Warszawie znajduje się na terenie zarządzanym przez Fundację Rodziny Nissenbaumów i przylega od południa do cmentarza żydowskiego przy ulicy Okopowej.
W latach 1929−1939 w tym miejscu znajdowało się boisko należące do Sportowego Klubu Robotniczo−Akademickiego SKRA. Z chwilą zajęcia Warszawy przez Niemców wydany został zakaz uprawiania sportu. Gdy Niemcy utworzyli getto, stadion stał się miejscem masowej eksterminacji Żydów i Polaków. W latach 1940−1943 na terenie stadionu Niemcy rozstrzelali i pogrzebali ponad siedem tysięcy osób. Grzebano tutaj również ciała ofiar egzekucji przeprowadzanych w innych miejscach na terenie getta m.in. 140 Polaków i Żydów rozstrzelanych 27 marca 1943 przez Niemców na Pawiaku w odwecie za akcję pod Arsenałem.
Współcześnie pomnik znajduje się na terenie warszawskiej dzielnicy Wola i osiedla Młynów.

## Geneza pomnika
We wrześniu 1988 Fundację Nissenbaumów powiadomiono, że podczas wykonywania wykopów pod fundamenty wieżowca przy ul. Gibalskiego, w miejscu dawnego, przedwojennego stadionu Skry odkryto ludzkie szczątki. Prace ziemne po interwencji przedstawicieli Fundacji wstrzymano. Po przeprowadzeniu badań okazało się, że jest to teren masowych egzekucji, które były wykonywane w tym miejscu od 1940 roku.
Bezpośrednio po wojnie ekshumowano z tego miejsca ciała pomordowanych działaczy lewicowych, a następnie 6588 ciał zidentyfikowanych jako żydowskie (złożono je następnie na cmentarzu Powstańców przy ulicy Wolskiej w Warszawie). 
W związku z nowym znaleziskiem Fundacja wystąpiła z postulatem upamiętnienia terenu byłego stadionu jako miejsca masowego mordu Polaków i Żydów dokonanego w czasie okupacji hitlerowskiej. Okazało się, że pozostały na nim jeszcze szczątki około trzystu Polaków i Żydów.
Władze miejskie, Rada Ochrony Pomników Walki i Męczeństwa, Fundacja Nissenbaumów oraz Związek Religijny Wyznania Mojżeszowego podjęły wspólne starania mające na celu godne uczczenie ofiar niemieckiego terroru.
Ostatecznie władze miejskie wyraziły w listopadzie 1988 zgodę na takie rozwiązanie i we wrześniu 1989 roku stanął tam pomnik w obecnej formie.

## Uroczystości związane z pochowaniem zabitych
W dniu 13 grudnia 1988 szczątki pomordowanych, z zachowaniem odpowiedniego rytuału i ceremoniału wyznania mojżeszowego i rzymskokatolickiego, złożone zostały do betonowych niszy-katakumb, w miejscu ich znalezienia.
W uroczystościach i wspólnej modlitwie wzięło udział dwudziestu jeden rabinów przybyłych z całego świata oraz duchowni katoliccy, z biskupem Henrykiem Muszyńskim, ówczesnym delegatem Episkopatu do spraw kontaktów z judaizmem.
W miejscu egzekucji i pochówku postawiono symboliczny pomnik. Jest to jedyny tego rodzaju w świecie pomnik, który wzniesiono na zbiorowej mogile rozstrzelanych w tym miejscu Żydów i Polaków.

## Opis pomnika
Koncepcja pomnika jest dziełem Tadeusza Szumielewicza i Marka Martensa. Założenie i forma plastyczna pomnika są bardzo skromne, wręcz ascetyczne. Obiekt został ufundowany przez Urząd Miasta i Fundację Nissenbaumów.
Pomnik znajduje się na ogrodzonym placu porośniętym trawą. Wejście na teren pomnika prowadzi poprzez stylizowaną wiatę usytuowaną przy ul. Gibalskiego. 
Po lewej stronie placu przed pomnikiem, leży nieregularny podłużny obelisk z piaskowca, a na nim znajduje się polskie godło i gwiazda Dawida oraz napisy w języku polskim, angielskim, hebrajskim i jidysz:

Ofiarom hitlerowskiego terroru spoczywającym w tej ziemi

In memory of the victims the nazi regime brought in this place

לזכר קדושי השוא[ה] שנספו בימי ממשלת זדון הגרמני ועצמותיהם הובאו פה למנוחות

אין אנדענק פון די קרבנות פון דעם היטלער רעזשים וועטענס ביינער זיינער ג[ע]בראכט געווארן צו קבורה אויפן דאזיקן פלאץ

Na krawędzi zbiorowej mogiły leżą kolejne trzy kamienne bloki z trójjęzycznymi napisami: polskim, hebrajskim i jidisz.
Od bramy, stopniowo w dół, kamienna alejka w formie wydłużonych schodów prowadzi do pomnika. Monument ten ma postać wysokiego słupa o prawie trzymetrowym obwodzie. Obłożony jest wąskimi płytami z szarego granitu i posadowiony na środku głębokiego, owalnego zagłębienia ze ścianami wyłożonymi jasnym piaskowcem.
Obelisk symbolizuje stos ofiarny. W uroczyste i świąteczne dni na szczycie obelisku płonie gazowy płomień.
Na placu przed pomnikiem znajdują się gabloty, w których eksponowane są zdjęcia z uroczystości pochowania szczątków pomordowanych osób.
Dla uczczenia uroczystości żałobnych z 13 grudnia 1988 i upamiętnienia odsłonięcia pomnika Mennica Państwowa wybiła specjalny medal, który zaprojektował artysta plastyk Andrzej Nowakowski.